# Eurytoma chrysothrix
Eurytoma chrysothrix är en stekelart som beskrevs av James Waterston 1924. Eurytoma chrysothrix ingår i släktet Eurytoma och familjen kragglanssteklar. Inga underarter finns listade i Catalogue of Life.